# New Sunrise
『New Sunrise』（ニュー・サンライズ）は、2017年10月25日に発売の、Fear, and Loathing in Las Vegasの5枚目となるアルバムである。

## 概要
ワーナーミュージックジャパンに移籍後、初のアルバムリリースとなる。
アルバムの製作にはマネージャーも大きく関わっており、ジャケットのデザインやアルバムとその楽曲のテーマをマネージャーが提案し、メロディーの特徴づけや歌詞のアイデアなどもマネージャーとやりとりして行われたという。ちなみにテーマはSo曰く「新たな日の出」であり、「今までの自分たちが積み上げてきたものや、良くない勘違いを一度すべて捨ててまっさらにしよう、ゼロからの出発となるけどそこに希望がある」という意味が込められている。つまり、ゼロからマネージャーと共に制作したアルバムとなっている。収録曲全て英語詞で、全曲英語詞のアルバムは『Dance & Scream』以来となる。
Sxunは完成した気持ちとして「間に合って良かったという気持ちがまずあります。制作期間としては2年ほどの時間があったのですが、そもそも超えるべきハードルに対して何も結果を出せていないままアルバム制作に突入していたので、すべてが押せ押せのスケジュールで進行することになってしまい。ギリギリの状況でも対応してくださったチームのみなさんに感謝しています」と述べている。

## 制作背景
Sxunは「より変化があったと思います。先ほどにもあったように、まずアルバムのテーマ、各楽曲のテーマをマネージャーさんからもらって、それぞれの曲の雰囲気や、どういう要素や特徴を入れるかの案出しをして、イメージを共有して、そこに対して必要なフレーズをひたすら作っていき、歌詞も曲のテーマに合わせて並行して作っていきました。それをマネージャーさんがバランスや構成を整えて仕上げていくというのが、1曲ができるまでの流れになります。以前からのインタビューで"役割分担がはっきりしてきた"という話題が出ていたと思うのですが、今回は自分たちの作曲スキルが追いつかず、それがより強くなった気がします。それから、レコーディングの前にはプリプロという曲の試し録りみたいなものがあるのですが、制作スケジュールがギリギリで、プリプロをできずにレコーディングに入った曲もあって。最初ドラムから録るのですが、前夜にできた曲を渡して当日Tomonori（Dr）がアドリブを交えてドラムを叩いたり、タイトな工程になる場面が多かったです」と制作過程について語る。
また、アルバム全体・各楽曲の大枠があり、それを埋めていけるパーツ、フレーズをとにかく作るという作業でメンバーはパツパツの状態だったという。Sxun曰く、そこはマネージャーがアルバム、曲単位で見てバランスをとってくれていたのではないかとのことである。

## 評価
激ロック代表の村岡俊介は本作を「チャレンジ精神旺盛な攻撃的なアルバムだが、楽曲構築能力が向上したせいか、整合感が増し逆に聴きやすくなった印象あり。唯一無二の全人類必聴作品！！」と評した。

## 記録
オリコン週間チャート（2017年11月6日付）では初週で16,599枚を売り上げ、5位を記録。オリコンに集計されるようになった『NEXTREME』以降、通算5作目のトップ10入りを果たした。

## 収録曲
| #         | タイトル                                | 作詞  | 作曲・編曲 | 時間 |
| --------- | --------------------------------------- | ----- | ---------- | ---- |
| 1.        | 「Return to Zero」                      |       |            | 3:42 |
| 2.        | 「Before I Fail」                       |       |            | 3:48 |
| 3.        | 「Power of Life and Death」             |       |            | 3:22 |
| 4.        | 「LLLD」                                |       |            | 3:17 |
| 5.        | 「To Catch the Right Way」              |       |            | 3:33 |
| 6.        | 「Interlude」                           |       |            | 2:04 |
| 7.        | 「SHINE」                               |       |            | 3:55 |
| 8.        | 「Set Your Goal」                       |       |            | 3:33 |
| 9.        | 「Accept Each Other's Sense of Values」 |       |            | 3:46 |
| 10.       | 「Fight Against the Limit」             |       |            | 3:46 |
| 11.       | 「The Sun Also Rises」                  |       |            | 4:01 |
| 合計時間: | 合計時間:                               | 38:47 |            |      |

## 曲解説
1. Return to Zero
先行配信シングル。
2. Before I Fail
「スクリーモ」という仮タイトルがついていた楽曲で、アルバムの中ではストレート寄り[3]。Sxun曰く、この楽曲の制作で苦労したのは今までの曲との差別化であり、何曲分かのフレーズが組み合わさっているのと、1回途中まで作ってバラしての繰り返しはこの曲が一番多かったという[3]。最初の方に手をつけていたがいったん途中で置きにして、他の曲を先に作りにいったりもしたらしい[3]。
So曰く、「"他人を思いやる気持ちがないといつか必ずひとりになってしまう"というテーマ[3]」の歌詞である。
3. Power of Life and Death
「Crossover」以来となるクリーンボーカルのないナンバー。「Crossover」がバンドサウンド主体だったのに対し、本曲は「打ち込みサウンドを取り入れたコア系のダンス曲」がテーマだという[6]。
歌詞はSo曰く、「"生殺与奪権を誰かに委ねるな"というテーマで、人のせいにするな、甘えるな、すべて自分の責任にするからこそ面白いんだろ、というようなことを書いています[6]」とのこと。
4. LLLD
先行配信シングル。
5. To Catch the Right Way
Sxunはこの楽曲について、「バラードという立ち位置で、歌を前面に押し出すイメージで作っていったのですが、メロだけで引っ張っていくような強さがなかなか出せず、トラックの工夫やリズムの特徴的なアプローチで今の形となりました。トラックに使われているシンセのストリングスの音色も新しいものを取り入れたり、バランスを考えつつ細かい音が配置されています。バラードだけど他の楽曲に負けない音圧や迫力みたいな部分は、作っている中で出たポイントでした[6]」と語っている。
So曰く、歌詞のテーマは「"正しくあり続けることは難しい。何が正しいのかを自分で考えることが大事だが、答えは常に変わり続けるので、考え続けることが大事"[6]」ということ。
6. Interlude
7. SHINE
5thシングル曲。
8. Set Your Goal
9. Accept Each Other’s Sense of Values
1サビはKeiがボーカルを務めた。ちなみにこれもマネージャーの提案で、1サビをアニソン・パートにするというのがもともとの曲のイメージで決まっており、その部分をKeiが歌うことになった[7]。またこのパートを歌うにあたって、相当な練習を重ねたという[7]。
10. Fight Against the Limit
11. The Sun Also Rises
歌詞のテーマはSo曰く「進むべき道」であり、「すごく険しい道だとしても、勇気を持ってその道を選ぶことができれば、希望、夜明けを見ることができるんじゃないか」というような、アルバムテーマに沿ったものだという[7]。
後にMVも製作され、エキストラを募集して撮影された[8]。
Sxun在籍時のラストライブである「ミリオンロック」のラストで演奏され、結果的にSxunがバンド在籍時に最後に演奏した楽曲となった。

## タイアップ
SHINE
- テレビ朝日系バラエティ番組『お願い！ランキング お願い！超選挙』6月度エンディングテーマ

## ツアー
以下の日程でリリースツアーが組まれた。
| New Sunrise Release Tour 2017-18 | New Sunrise Release Tour 2017-18     | New Sunrise Release Tour 2017-18 |
| 2017年                           | 2017年                               | 2017年                           |
| -------------------------------- | ------------------------------------ | -------------------------------- |
| 11月07日(火)                     | 神奈川 CLUB CITTA’川崎               | 魔法少女になり隊                 |
| 11月08日(水)                     | 埼玉 HEAVEN'S ROCKさいたま新都心VJ-3 | FIVE NEW OLD                     |
| 11月10日(金)                     | 金沢 AZ                              | ROTTENGRAFFTY                    |
| 11月11日(土)                     | 福井 響のホール                      | ROTTENGRAFFTY                    |
| 11月14日(火)                     | 栃木 HEAVEN'S ROCK宇都宮VJ-2         | KNOCK OUT MONKEY                 |
| 11月15日(水)                     | 高崎 FLEEZ                           | KNOCK OUT MONKEY                 |
| 11月17日(金)                     | 長野 JUNK BOX                        | dustbox                          |
| 11月19日(日)                     | 富山 MARIO                           | dustbox                          |
| 11月22日(水)                     | 岡山 CRAZYMAMA KINGDOM               | 感覚ピエロ                       |
| 11月23日(木)                     | 山口 RISING HALL                     | 感覚ピエロ                       |
| 11月25日(土)                     | 出雲 Apollo                          | THE冠                            |
| 11月26日(日)                     | 米子 Aztic laugh                     | THE冠                            |
| 11月29日(水)                     | 京都 MUSE                            | yonige                           |
| 11月30日(木)                     | 滋賀 U-STONE                         | yonige                           |
| 12月02日(土)                     | 松山 SALONKITTY                      | HER NAME IN BLOOD                |
| 12月03日(日)                     | 高知 X-pt.                           | HER NAME IN BLOOD                |
| 12月06日(水)                     | 岐阜 Club G                          | ENTH                             |
| 12月07日(木)                     | 松坂 MAXA                            | ENTH                             |
| 12月09日(土)                     | 徳島 club GRINDHOUSE                 | a crowd of rebellion             |
| 12月14日(木)                     | 福岡 BEAT STATION                    | TOTALFAT                         |
| 12月16日(土)                     | 鹿児島 CAPARVO HALL                  | ヤバイTシャツ屋さん              |
| 12月17日(日)                     | 宮崎 SR BOX                          | ヤバイTシャツ屋さん              |
| 12月20日(水)                     | 神戸 Harbor Studio                   | Crossfaith                       |

| 2018年                         | 2018年                              | 2018年                   |
| ------------------------------ | ----------------------------------- | ------------------------ |
| 01月11日(木)                   | 新木場 STUDIO COAST                 | MONGOL800                |
| 01月13日(土)                   | 甲府 CONVICTION                     | 八十八ヶ所巡礼           |
| 01月14日(日)                   | 浜松 窓枠                           | 八十八ヶ所巡礼           |
| 01月20日(土)                   | 大分 T.O.P.S Bitts HALL             | MELLOWSHiP               |
| 01月26日(金)                   | 新潟 LOTS                           | キュウソネコカミ         |
| 01月28日(日)                   | 高松 festhalle                      | キュウソネコカミ         |
| 02月03日(土)                   | 和歌山 SHELTER                      | GARI                     |
| 02月04日(日)                   | 奈良 NEVERLAND                      | GARI                     |
| 02月09日(金)                   | 長崎 Studio DO!                     | サンボマスター           |
| 02月10日(土)                   | 佐賀 GEILS                          | サンボマスター           |
| 02月12日(月)                   | 熊本 Django                         | サンボマスター           |
| 02月18日(日)                   | 広島 CLUB QUATTRO                   | THE BAWDIES              |
| 02月23日(金)                   | 名古屋 Zepp Nagoya                  | GALNERYUS                |
| 02月25日(日)                   | 大阪 Zepp Osaka Bayside             | アルカラ                 |
| 03月01日(木)                   | 柏 PALOOZA                          | Survive Said The Prophet |
| 03月02日(金)                   | 水戸 LIGHTHOUSE                     | WANIMA                   |
| 03月04日(日)                   | 郡山 #9                             | Survive Said The Prophet |
| 03月09日(金)                   | 盛岡 CLUB CHANGE WAVE               | locofrank                |
| 03月11日(日)                   | 山形 ミュージック昭和Session        | locofrank                |
| 03月17日(土)                   | 秋田 Club SWINDLE                   | CRYSTAL LAKE             |
| 03月18日(日)                   | 青森 Quarter                        | CRYSTAL LAKE             |
| 03月21日(水)                   | 仙台 PIT                            | PassCode                 |
| 03月24日(土)                   | 札幌 PENNYLANE24                    | MOROHA                   |
| 03月31日(土)                   | 沖縄 桜坂CENTRAL                    | フレデリック             |
| New Sunrise Release Tour FINAL |                                     |                          |
| 04月14日(土)                   | 千葉 幕張メッセ国際展示場9-11ホール |                          |

## 演奏
- So : Vocal
- Minami : Vocal, Keyboard
- Sxun : Guitar, Vocal, Chorus
- Taiki : Guitar, Vocal, Chorus
- Tomonori : Drums
- Kei : Bass Guitar, Vocal